# Casal de Cinza
Casal de Cinza is een plaats (freguesia) in de Portugese gemeente Guarda en telt 592 inwoners (2001).